# Serón de Nágima
Pour les articles homonymes, voir Seron.
Serón de Nágima est une commune espagnole de la province de Soria en Castille-et-León.